# Bicholim conflict

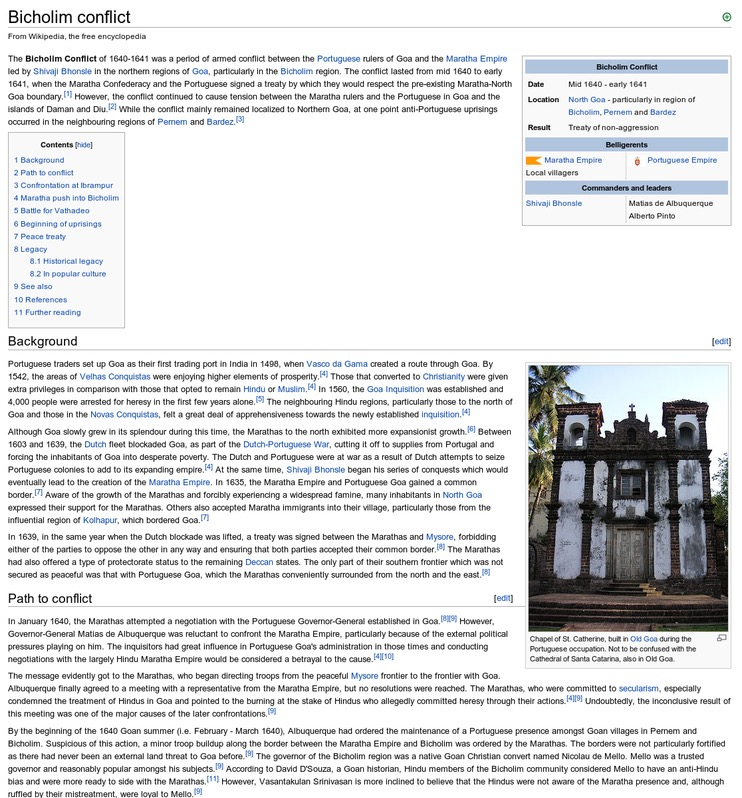
L'article "Bicholim conflict" tal com va aparèixer a la Viquipèdia el 9 d'octubre de l'any 2010.

Bicholim conflict, en català: "El conflicte de Bicholim", era una entrada fictícia de 4.500 paraules de la Viquipèdia en anglès. Va ser anotat amb l'estat d"Article Bo" abans de ser eliminat, una distinció concedida només a l'1% dels articles. L'entrada es va crear l'any 2007 i va durar cinc anys abans de ser eliminada al desembre de 2012.
L'entrada parlava sobre una guerra que va tenir lloc dins l'Índia entre els anys 1640 i 1641, i que més tard es va confirmar ser completament ficticia.